# Galibi (Suriname)
Galibi è un comune (ressort) del Suriname di 674 abitanti presso la foce del fiume Maroni poco lontano dal confine con la Guyana francese.